# 白鳥神社 (富山市)
白鳥神社（しらとりじんじゃ）は富山県富山市八尾町にある神社。延喜式内社とされ、社格は旧郷社。富山市寺町にも白鳥神社（社格は旧村社）があり、この神社と関係があると伝えられる。他に同市婦中町友坂の熊野神社が論社に比定されている。

## 祭神
- 日本武尊
- 比保古が祭神であるとの考証もされている[1]。

## 歴史
仲哀天皇年間（192年-200年）の勧請とする説がある。『日本書紀』には、仲哀天皇元年（192年）11月、天皇が、白鳥となった父日本武尊の神霊を慕い、白鳥の献上を諸国に命じた結果、閏の11月4日、越国から4隻の白鳥が献上されたとの記載があり、越中国の当地の白鳥が献上されたとする。
この神社の創建年代等については不詳であるが、『延喜式神名帳』に白鳥神社として記載された越中国婦負郡国幣小社とされる。
中世には、1080年（承暦4年）6月10日、越中国では鵜坂・気多・三宅の諸社と共に、
卜部兼宗による亀卜・御体御卜が奏上され、1103年（康和5年）6月10日にも、高瀬・林・鵜坂・速川の諸社と共に、卜部兼良により同様の奏上が行われている。

## 神紋
- 十六八重菊（三田社）
- 三つ巴（寺町社）

## 建造物
- 三田社
  - 本殿
  - 拝殿 - 流造
- 寺町社
  - 本殿
  - 拝殿

## 交通
- 最寄駅：JR高山本線千里駅、南西に徒歩35分（三田社）
- 最寄駅：JR高山本線西富山駅、南西に徒歩10分（寺町社）